# Eriocaulon kusiroense
Eriocaulon kusiroense är en gräsväxtart som beskrevs av Kingo Miyabe, Yûshun Kudô och Yoshisuke Satake. Eriocaulon kusiroense ingår i släktet Eriocaulon och familjen Eriocaulaceae. Inga underarter finns listade i Catalogue of Life.